# 李寅實
李寅實（？—？），字于中，號石壺，福建興化府莆田縣人，民籍，明朝政治人物。

## 生平
嘉靖三十一年（1552年）中式壬子科福建鄉試第十二名舉人。嘉靖三十二年（1553年）联捷癸丑科三甲第一百三十二名進士。都察院观政，授江西建昌府推官，起复补河间府，升户部主事、员外、郎中，出知袁州府。隆慶元年（1567年）四月升为两淮都转运盐使司运使。

## 家族
曾祖李珎；祖父李昇，壽官；父李詔，知縣。母林氏。兄寅賓（生员）、弟寅亮、寅登，俱生员；寅啓、文煌（生员）、寅化、寅仕、寅豪、寅寀。
子廷秀、廷英、廷奇、廷白。